# Římskokatolická farnost Mladošovice
Římskokatolická farnost Mladošovice je územním společenstvím římských katolíků v rámci vikariátu České Budějovice - venkov českobudějovické diecéze.

## O farnosti

### Historie
V roce 1367 je v Mladošovicích doložena plebánie. Ta později zanikla a do roku 1631 zde duchovní správu zajišťovali augustiniáni-kanovníci z Třeboně. Farnost ve vsi byla obnovena až v roce 1783. Ta přestala být ve 20. století obsazována sídelním duchovním správcem.

### Současnost
Farnost je administrována ex currendo z Borovan.
| Fotografie | Kostel                 | Místo       | Bohoslužba             | Bohoslužba                                    | Poznámka     |
| ---------- | ---------------------- | ----------- | ---------------------- | --------------------------------------------- | ------------ |
|            | Kaple                  | Hrachoviště | neslouží se pravidelně | neslouží se pravidelně                        | obecní kaple |
|            | Kaple                  | Lhota       | neslouží se pravidelně | neslouží se pravidelně                        | obecní kaple |
|            | Kostel sv. Bartoloměje | Mladošovice | neděle                 | 11.00 (střídavě Mše svatá a bohoslužba slova) | farní kostel |